# Droga bez powrotu 5: Krwawe granice
Droga bez powrotu 5 (tytuł oryg. Wrong Turn 5: Bloodlines) – amerykański film fabularny (horror) z 2012 roku, napisany i wyreżyserowany przez Declana O’Briena. Prequel Drogi bez powrotu (2003).

## Fabuła
W małym miasteczku Fair Lakes w Zachodniej Wirginii odbywa się góralski festiwal „Człowieka z gór”. Przebrani mieszkańcy miasteczka i przybyli goście, chcą się dobrze bawić na festiwalu. Pięciu przyjaciół, Billy (Simon Ginty), jego dziewczyna Cruz (Amy Lennox), Lita (Roxanne McKee), jej chłopak Gus (Paul Luebke) i Julian (Oliver Hoare). W drodze do Fair Lakes, mają wypadek samochodowy spowodowany przez Maynarda który ich atakuje. Billy, Gus i Julian bronią się przed jego atakiem, jednak wszystkich zatrzymuje policjantka Angela (Camilla Arfwedson) i jej zastępca Biggs (Kyle Redmond Jones). Policjantka zabiera wszystkich na komisariat, jej zastępca Biggs czekający na lawetę zostaje zamordowany przez trzech kanibali. Na komisariacie policji Billy tłumaczy policjantce, że narkotyki są jego. Cruz, Lita, Gus i Julian zostają zwolnieni i idą do motelu. Tymczasem kanibale jadą do miasta, zabijają strażnika w elektrowni i odłączają elektryczność w całym mieście. Podczas drogi na komisariat Cruz zostaje zaatakowana przez Trzypalczastego i ginie.  W motelu kanibale przejmują Gusa, Lita jest atakowana przez jednego z nich, ale udaje jej się uciec. Gus zostaje związany, a kanibale łamią mu nogi. Policjantka widzi Gusa wyrzuconego z ciężarówki kanibali, Angela próbuje go ratować, ale kanibale rozjeżdżają go. Reszta ocalałych próbuje wezwać wsparcie i uratować się przez zabójcami, trwa walka o przetrwanie.

## Obsada
- Amy Lennox jako Cruz
- Roxanne McKee jako Lita
- Paul Luebke jako Gus
- Simon Ginty jako Billy
- Oliver Hoare jako Julian
- Doug Bradley jako Maynard
- Camilla Arfwedson jako policjantka Angela
- Duncan Wisbey jako Mose
- Finn Jones jako Teddy